# Justicia inficiens
Justicia inficiens là một loài thực vật có hoa trong họ Ô rô. Loài này được Vahl mô tả khoa học đầu tiên năm 1804.